# Bartholomeus Fabronius
Bartholomeus Fabronius (Keulen, 26 december 1808 - na 1866) was een Belgisch lithograaf van Duitse oorsprong, gevestigd in Brugge.

## Levensloop
Fabronius was een zoon van de Keulense 'friseur' Jacobus Fabronius en van Gertrude Lutzenkirchen. Hij werd opgeleid als aquarellist. In die periode kwamen in Duitsland talrijke steendrukkerijen tot stand.
In 1842 verbleef Fabronius in Brugge en had er een relatie met Marie De Meyer, die in oktober van dat jaar een dochter ter wereld bracht. In 1845 trouwde hij met haar en erkende het kind. Het gezin ging wonen in de Riddersstraat. Bij de geboorte van een tweede dochter in 1846 woonde het gezin in de Hoogstraat, en kort daarna in de Peerdenstraat. In 1847, bij de geboorte van hun zoon Edouard, woonde het gezin in de Langestraat.
In 1848 leerde hij de steendrukker Willem Vertommen kennen en ging met zijn gezin bij hem inwonen, op de Eiermarkt. Tijdens hun samenwerking produceerde Fabronius een algemeen panoramisch zicht op Brugge, omringd door een vijftiental detailgezichten van Brugse monumenten. De samenwerking liep nog in 1848 ten einde en begin 1849, bij de geboorte van dochter Julie, woonde het gezin opnieuw in de Hoogstraat. De grote lithografie die hij had gepubliceerd had hij opgedragen aan burgemeester en schepenen van Brugge in de hoop als stadsdrukker te worden benoemd. Hij moest het echter afleggen tegen de in Brugge beter ingeburgerde Philippe Christian Popp.
In 1851 werd dochter Sybille geboren en het gezin woonde toen in de Pottenmakersstraat. Ze overleed er na enkele maanden. In maart 1854 werd opnieuw een dochter geboren, eveneens Sybille genoemd, en het gezin woonde nog in de Pottenmakersstraat, maar op een ander adres. Toen einde van het jaar ook deze dochter overleed, was het gezin ondertussen verhuisd naar de Carmersstraat. In 1855 werd zoon Georges geboren en toen woonde het gezin aan de Goudenhandrei. Toen Georges in 1860 overleed woonde het gezin in de Kegelschoolstraat.
De talrijke verhuizingen naar bescheiden huurhuizen, wezen naar een niet zo rooskleurige financiële toestand. In de kleine woningen was weinig plaats, naast het uitgebreide gezin, om ook een steendrukkerij te doen werken. Het is meer waarschijnlijk dat Fabronius bij vakgenoten zijn gravures deed drukken.
In 1854 verliet het gezin Fabronius Brugge en vestigde zich eerst in Luik en vervolgens in Gent. Het is niet bekend of hij in deze steden lithografieën produceerde. Men weet alleen dat zijn vrouw in Gent overleed, en dat Fabronius met wat van zijn gezin overbleef, weer in Brugge woonde, ditmaal in de Kastanjeboomstraat. Zijn zoon Edouard was toen fotograaf in Keulen.
In 1866 verliet Fabronius Brugge voor goed. Hij verhuisde naar Rijsel en liet op lithografisch gebied geen sporen meer na.

## Steendrukker
Fabronius was, met onderbrekingen, van 1842 tot 1866 steendrukker in Brugge. Hij was niet alleen in zijn vak: er waren in die jaren negen drukkerijen in Brugge aanwezig.
Hij maakte op zijn minst een lithografie voor zijn briefhoofden met een zicht op het huis Eiermarkt waar hij woonde en een reclamekaart voor zijn steendrukkerij Fabronius-De Meyer op dit adres.
Een paar drukken dateren uit de korte periode van zijn samenwerking met Vertommen (onder meer een litho voor de prijsuitdeling in het Sint-Lodewijkscollege en enkele waar hij zelfstandig voor tekende.
Het is waarschijnlijk dat hij daarna in dienst trad bij de steendrukker Popp, want tekeningen die voorkwamen op de kaart die Fabronius in 1848 samen met Vertommen had gedrukt, waren terug te vinden op een steendruk van Popp.
Fabronius was een voortreffelijk tekenaar, en behalve de enkele gravures die hij op de namen Fabronius-De Meyer en Fabronius & Vertommen uitgaf, maakte hij waarschijnlijk ook nog andere, in loondienst bij Brugse steendrukkers. Hij had echter niet het geld om een eigen drukkerij op te richten, zodat hij onvermijdelijk moest verdwijnen. 